# Tierga

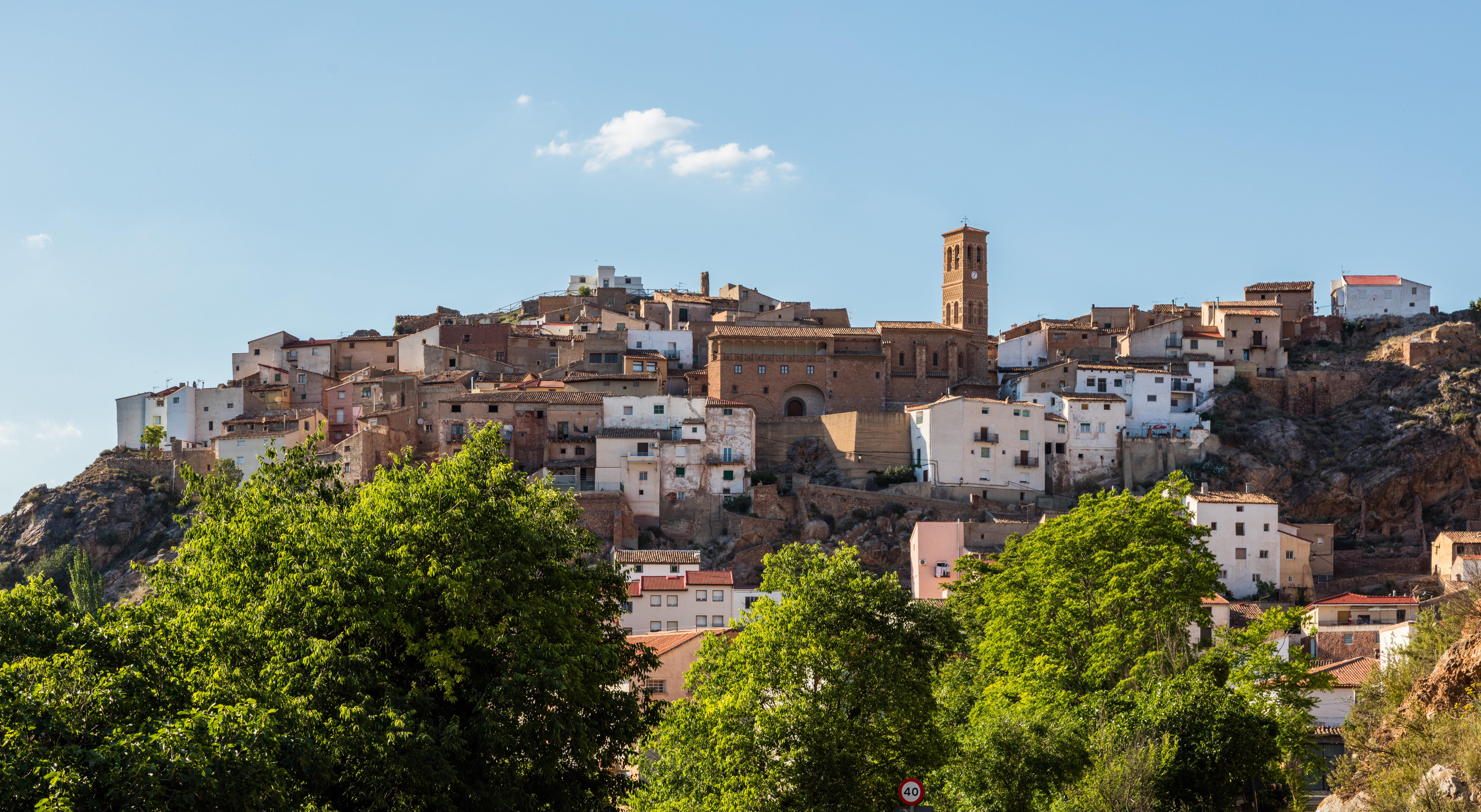
Otra vista de la localidad.

Tierga, la Tertakom celtíbera, es un municipio español de la provincia de Zaragoza situado en la comarca de Aranda, comunidad autónoma de Aragón. Situado a una altitud de 700 m s. n. m., tiene un área de 65,81 km² con una población de 197 habitantes (INE 2016) y una densidad de 2,98 hab/km².

## Geografía
La villa de Tierga está situada en la comunidad autónoma de Aragón (España), en la zona Oeste de la provincia de Zaragoza y forma parte de la Comarca del Aranda.
Está enclavada en pleno Sistema Ibérico, a unos 30 km al Sureste de la sierra del Moncayo, y situada en la margen izquierda del Isuela, afluente del Río Jalón.

## Minas de hierro
A unos 5 km al S del pueblo se encuentra un yacimiento de mineral de hierro (hematites) de muy buena calidad, la mina Santa Rosa. Fue explotado desde principios del siglo XX, y el mineral se trasladaba mediante un cable aéreo a la estación de ferrocarril de Calatayud. Desde la década de 1960, el mineral se explota para obtener pigmento rojo para pinturas.

## Historia
Fue ciudad celtíbera de los lusones conocida con el nombre de Tertakom que emitío su propia moneda.

## Demografía
Tierga cuenta con una población de 177 habitantes (INE 2024).
| Gráfica de evolución demográfica de Tierga entre 1842 y 2021                                                        |
| |
| Población de derecho según los censos de población del INE Población de hecho según los censos de población del INE |

## Administración y política
| Período   | Alcalde                      | Partido |  |
| --------- | ---------------------------- | ------- |  |
| 1979-1983 | José Luis Gil Gracia         | UCD     |  |
| 1983-1987 |                              |         |  |
| 1987-1991 |                              |         |  |
| 1991-1995 |                              |         |  |
| 1995-1999 |                              |         |  |
| 1999-2003 |                              |         |  |
| 2003-2007 |                              |         |  |
| 2007-2011 |                              |         |  |
| 2011-2023 | Jesús Gabriel Grávalos Rubio | PAR     |  |
| 2023-2024 | Adrián de la Mella           | PSOE    |  |

| Partido político    | Partido político                                   | 2003   | 2007   | 2011   | 2015   |
| Partido político    | Partido político                                   | Ediles | Ediles | Ediles | Ediles |
|                     | Partido Aragonés (PAR)                             | 2      | 2      | 4      | 4      |
|                     | Partido de los Socialistas de Aragón (PSOE-Aragón) | 3      | 3      | 1      | 1      |
|                     | Partido Popular de Aragón (PP)                     | —      | —      | —      | —      |
|                     | Izquierda Unida (IU)                               | —      | —      | —      | —      |
|                     | Chunta Aragonesista (CHA)                          | —      | —      | —      | —      |
| Total de concejales | Total de concejales                                | 5      | 5      | 7      | 5      |

## Patrimonio

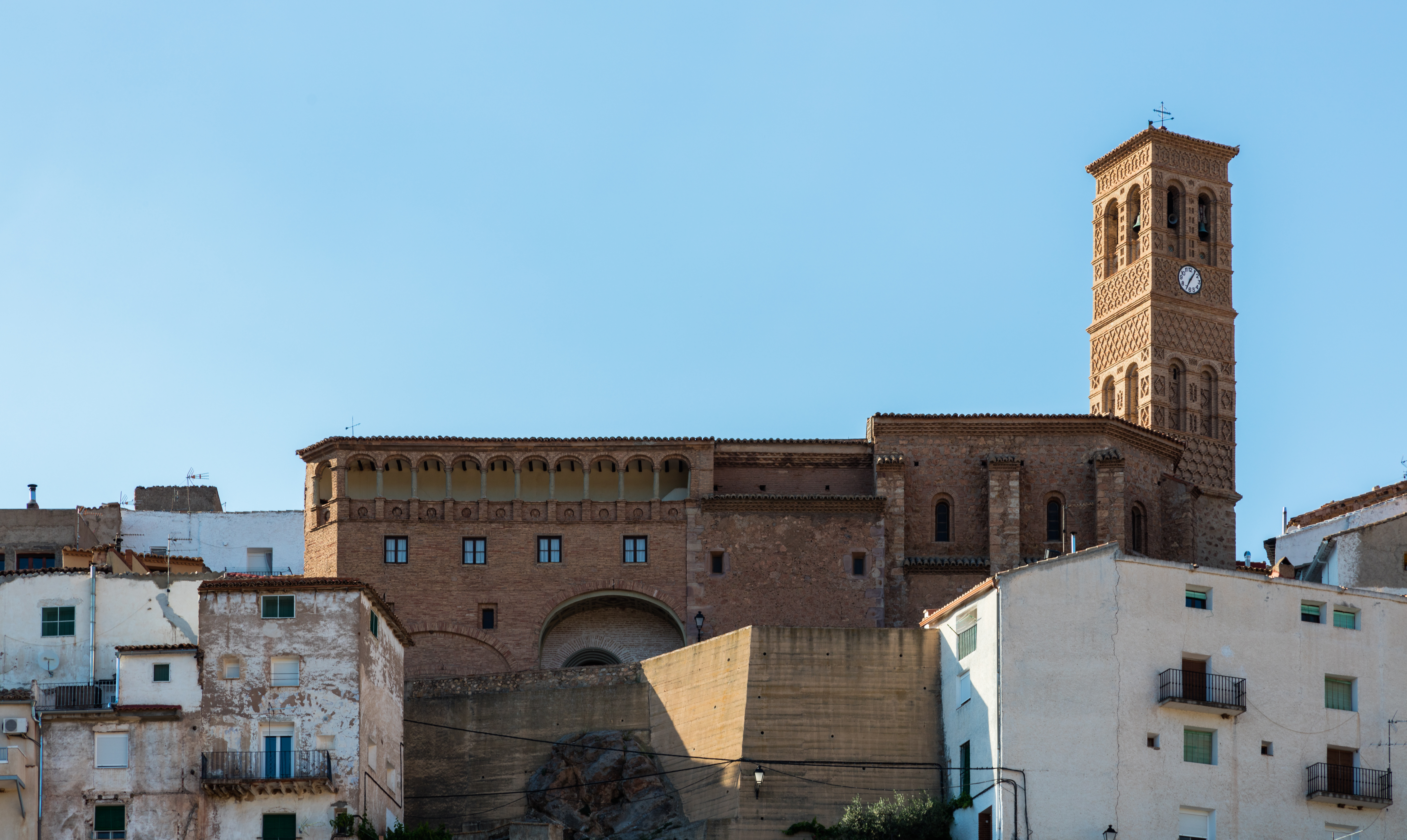
Iglesia de San Juan Bautista

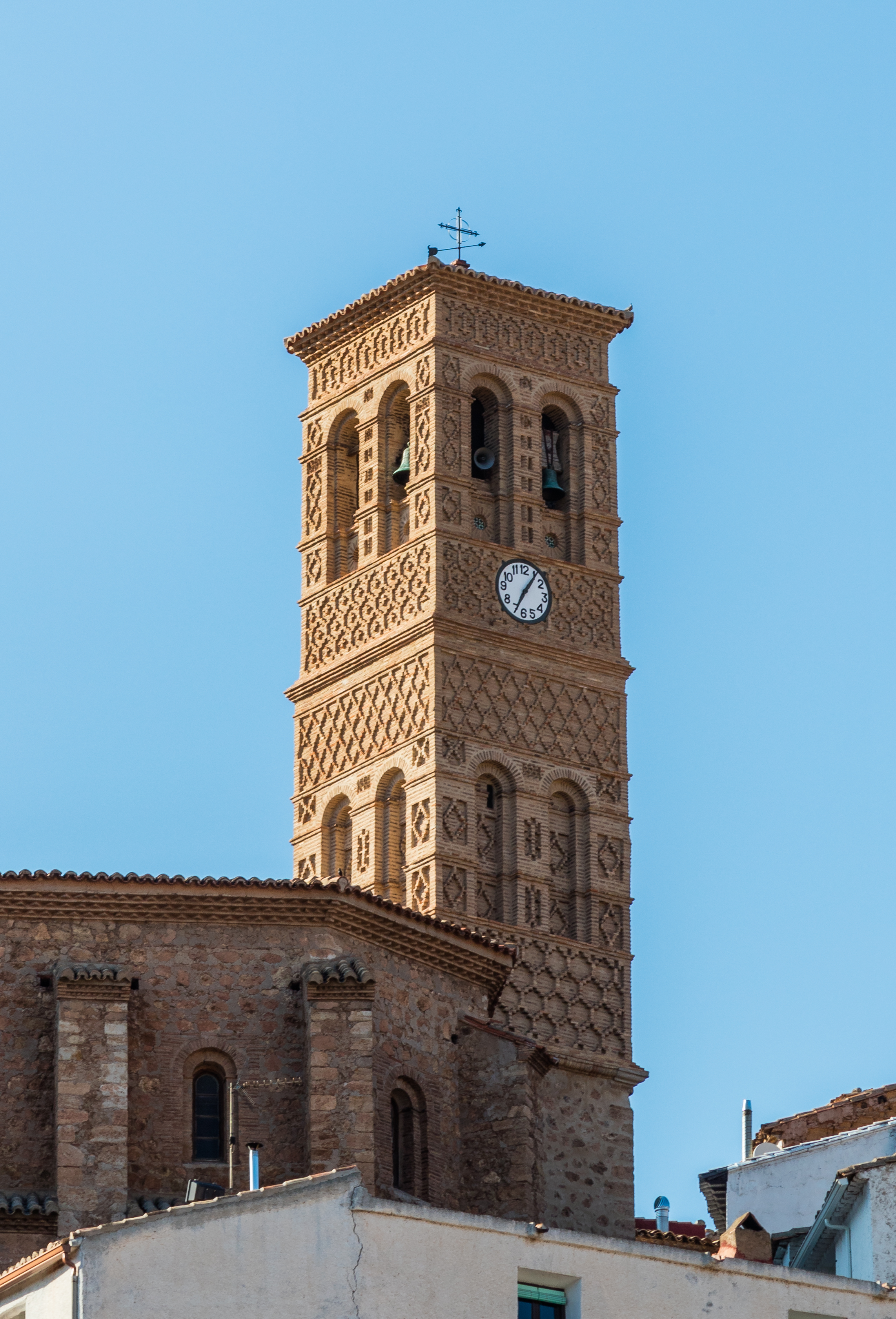
Campanario de la iglesia

Cabe destacar la iglesia de San Juan Bautista.

## Fiestas patronales
- Santo Cristo el 3 y 4 de mayo
- 15 de mayo para San Isidro
- Fiestas mayores dedicadas a Santa Rosa de Lima y San Ramón Nonato del 29 de agosto al 1 de septiembre.
- Fiestas de la Purísima 8 de diciembre

## Personas destacadas
- Severino Aznar Embid, sociólogo, representante del catolicismo social, fundador del Partido Social Popular,  miembro de la Asamblea Nacional Consultiva y procurador a Cortes durante cinco legislaturas durante el período franquista.